# Hello (tokageのアルバム)
『Hello』（ハロー）は、椛田早紀と藤枝エイリによるユニット、tokageの1stフルアルバム。規格品番はZHCD-1003。

## 概要
音楽プロデューサーに小野“MOTO”基央（GaGaalinG）を迎えDrums.小柳“Cherry”昌法、Keyboard.佐藤“Darling”達哉、Bass.根本“NemoKen”健一（from SA）が参加。2010年12月20日のワンマンライブにて先行販売。当初は2010年12月22日発売予定が、2011年3月4日に変更となった。

## 収録曲
作詞：椛田早紀、作曲：藤枝エイリ、編曲：tokage
1. ZiGZaG
2. 早熟
3. You&Me
「IVY総合技術工学院」CMソング
4. サクラ
5. まぼろし
6. Hello
7. ABCガール
8. ひとつ星
9. happy lonely days
10. ラブレター
11. ユキハネ
12. 真冬のRAINBOW～キセキ～